# Olympische Winterspiele 1998/Teilnehmer (Litauen)
| Gelbes Symbol für Goldmedaillen mit stilisierten Olympischen Ringen | Graues Symbol für Silbermedaillen mit stilisierten Olympischen Ringen | Braundes Symbol für Bronzemedaillen mit stilisierten Olympischen Ringen |
| ------------------------------------------------------------------- | --------------------------------------------------------------------- | ----------------------------------------------------------------------- |
| —                                                                   | —                                                                     | —                                                                       |

Litauen nahm 1998 zum vierten Mal an Olympischen Winterspielen teil. Es wurden sieben Athleten nach Nagano entsandt, die in vier verschiedenen Disziplinen antraten. Ein Medaillengewinn gelang keinem der Athleten.
Fahnenträger bei der Eröffnungsfeier war wie schon 1994 der Eiskunstläufer Povilas Vanagas.

## Übersicht der Teilnehmer

### Biathlon
Männer
- Liutauras Barila
10 km Sprint: 59. Platz (31:23,7 min)
20 km Einzel: 43. Platz (1:02:12,2 h)

### Eiskunstlauf
Eistanz
- Margarita Drobiazko, Povilas Vanagas
8. Platz (16,2)

### Ski Alpin
Männer
- Linas Vaitkus
Abfahrt: 25. Platz (1:56,22 min)
Kombination: ausgeschieden

### Skilanglauf
Frauen
- Vida Vencienė
5 km klassisch: 76. Platz (21:17,5 min)
10 km Verfolgungsrennen: 68. Platz (56:21,3 min)
15 km klassisch: 64. Platz (58:48,3 min)
30 km Freistil: 55. Platz (1:40:57,9 h)

Männer
- Ričardas Panavas
10 km klassisch: 30. Platz (29:24,1 min)
15 km Verfolgung: 48. Platz (1:12:36,3 h)
30 km klassisch: 30. Platz (1:41:15,6 h)
50 km Freistil: Aufgabe

- Vladislavas Zybaila
10 km klassisch: 44. Platz (30:09,9 min)
15 km Verfolgung: 51. Platz (1:13:36,9 h)
30 km klassisch: Aufgabe
50 km Freistil: 51. Platz (2:23:34,6 h)